# Peteria pinetorum
Peteria pinetorum là một loài thực vật có hoa trong họ Đậu. Loài này được C.L.Porter miêu tả khoa học đầu tiên.